# 大戸平吉太郎
大戸平 吉太郎（おおとひら きちたろう、1889年2月5日 - 1963年8月7日）は、現在の宮城県石巻市出身で尾車部屋、峰崎部屋に所属した力士。本名は阿部 吉太郎（あべ きちたろう）。4代尾車。176cm、98kg。最高位は東関脇。

## 経歴

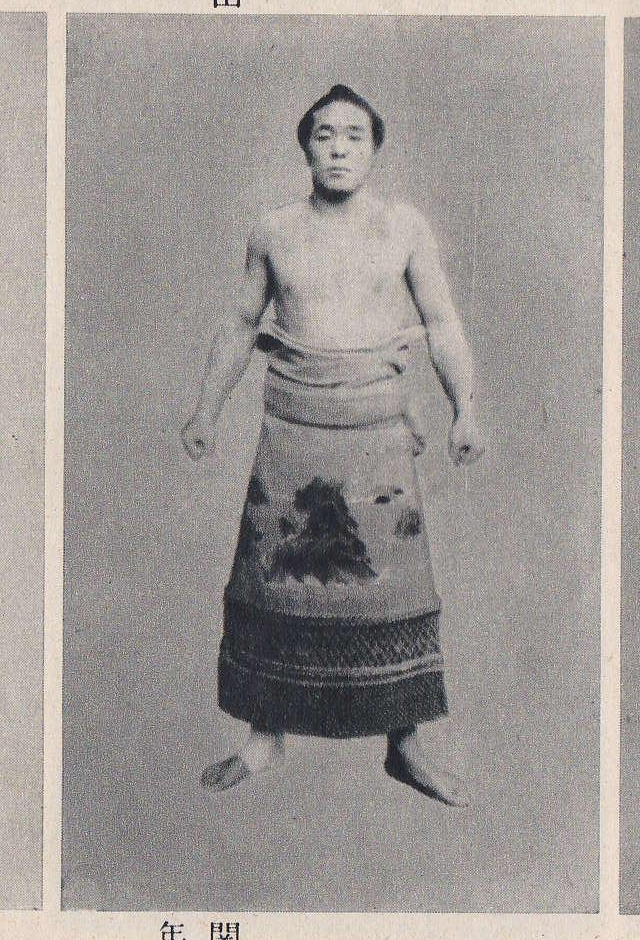
大戸平　（大正時代）

石巻中学校1年で同郷の尾車から勧誘され、「将来は師名を継がせる」という証文を貰って入門した。1906年5月序ノ口、1911年6月十両昇進。1912年5月新入幕、1916年5月新横綱西ノ海を破り8勝1敗1預で、翌1917年1月関脇昇進。地味な風貌であったが大錦を破ったり横綱栃木山の預かりの相撲を取るなど大物食いとして上位で活躍。1922年5月に引退し、尾車を襲名。勝負検査役や木戸部長を務め、1961年1月71歳で定年退職。

## 通算成績
- 通算成績：88勝81敗47休3分6預 勝率.521[2]
- 幕内成績：78勝77敗47休2分6預 勝率.503
- 現役在位：34場所
- 幕内在位：21場所
- 三役在位：1場所（関脇1場所）
- 金星：2個（西ノ海1個、大錦1個）
- 各段優勝
  - 十両優勝：1回（1912年春場所）
  - 幕下優勝：1回（1911年春場所）

### 場所別成績
| 1906年 （明治39年） | x                         | 西序ノ口9枚目 –           |
| 1907年 （明治40年） | 西序二段27枚目 –          | 東三段目54枚目 –          |
| 1908年 （明治41年） | 西三段目18枚目 –          | 西三段目10枚目 –          |
| 1909年 （明治42年） | 東幕下44枚目 –            | 東幕下36枚目 –            |
| 1910年 （明治43年） | 東幕下20枚目 –            | 西幕下26枚目 –            |
| 1911年 （明治44年） | 東幕下7枚目 優勝 5–0      | 西十両2枚目 5–4           |
| 1912年 （明治45年） | 東十両筆頭 優勝 5–0 (1分) | 西前頭10枚目 4–4–2        |
| 1913年 （大正2年） | 西前頭5枚目 4–4 (2預)     | 東前頭5枚目 5–4 (1分)     |
| 1914年 （大正3年） | 東前頭5枚目 0–0–10        | 西前頭11枚目 4–4 (1分1預) |
| 1915年 （大正4年） | 西前頭4枚目 6–3 (1預)     | 西前頭筆頭 3–2–5          |
| 1916年 （大正5年） | 西前頭筆頭 2–8            | 西前頭7枚目 8–1 (1預) ★   |
| 1917年 （大正6年） | 東関脇 3–7                | 東前頭5枚目 4–6           |
| 1918年 （大正7年） | 西前頭4枚目 1–5–4         | 西前頭10枚目 4–5–1        |
| 1919年 （大正8年） | 西前頭9枚目 5–5 ★         | 西前頭2枚目 5–5           |
| 1920年 （大正9年） | 西前頭5枚目 5–5           | 東前頭5枚目 6–2–1 (1預)   |
| 1921年 （大正10年） | 東前頭筆頭 0–3–7          | 西前頭13枚目 8–2          |
| 1922年 （大正11年） | 西前頭2枚目 1–2–7         | 西前頭12枚目 引退 0–0–10  |
| 各欄の数字は、「勝ち-負け-休場」を示す。 優勝 引退 休場 十両 幕下 三賞：敢=敢闘賞、殊=殊勲賞、技=技能賞 その他：★=金星 番付階級：幕内 - 十両 - 幕下 - 三段目 - 序二段 - 序ノ口 幕内序列：横綱 - 大関 - 関脇 - 小結 - 前頭（「#数字」は各位内の序列） |                           |                           |

- 1918年5月場所、1920年5月場所の1休は相手力士の休場によるもの。
- 幕下以下の地位は小島貞二コレクションの番付実物画像による。

## 改名
- 金ノ花→大戸平(1917年1月場所-)[3]